# Палеологівське відродження
Палеологове відродження, Палеологівський передренесанс — період в історії візантійського мистецтва в 1261-1453, часу правління династії Палеологів. Останній зліт культури в історії Візантії. Характеризується посиленням антикізуючих тенденцій та відродженням елліністичних традицій. Звідси назва.

## Опис
Раніше культура Візантії переживала етап Македонського відродження (867-1056), також пов'язаний зі зверненням до античних традицій. Новий етап інтенсивного розвитку мистецтва викликаний відвоюванням у хрестоносців Константинополя та відновленням Візантійської імперії за нової династії візантійських імператорів. 15 серпня 1261 Михайло VIII Палеолог, що за три роки до того коронований в Нікеї, урочисто вступив у місто.
Незважаючи на неміцне економічне та політичне становище Візантії, імператори стали витрачати значні кошти на відновлення Константинополя, будівництво храмів та підтримку мистецтва. У зверненні до елліністичної традиції та форм античного мистецтва візантійці побачили можливість відродження колишньої слави, могутності та прославлення імперії. Йшли у минуле сувора канонічність образів, застиглість і фронтальність ієратичних зображень. «Зросло значення творчої особистості, художники почали підписувати свої твори. Зображення набували більшої емоційності та психологічності. У мозаїках, фресках, іконах майстри розширювали колірну палітру, м'якше, пластичніше, чуттєвіше трактували форму».
У образотворчому мистецтві розширювалися межі іконографії, у композиціях на біблійні сюжети з'являлися елементи пейзажу та конкретні побутові деталі, які митці без сорому переносили в історичну обстановку. Деякі образи античних мозаїк та рельєфів візантійські майстри повторювали майже без змін. У пошуках нових тем майстри все частіше вдаються до апокрифічних Євангелій (тобто не прийнятих офіційною церквою).
Крім столичної, константинопольської школи, розвивалися провінційні, які зверталися до своїх традицій. Тенденція посилення особистісного початку мистецтво пов'язана з рухом ісихазму — містичного вчення, яке досягло апогею в XIV столітті в іконописних майстернях Афона.
У цю епоху дорога мозаїка дедалі частіше поступається місцем фресці. Однак саме в цей час було збудовано та прикрашено знаменитий монастир Хора, мозаїки якого вважаються неперевершеними пам'ятками палеологівської епохи. Незвичайною емоційністю, чуттєвим трактуванням ликів відрізняються образи Христа і Богоматері в мозаїках Деісуса південної галереї храму Святої Софії в Константинополі (1261).
Багато грецьких майстрів почали працювати за кордоном імперії: на Балканах, Закавказзі, Русі, в Італії. У контактах із Західною Європою бачили, зокрема, можливість протистояти агресії мусульманського світу.
У 1399 імператор Мануїл II відвідав Венецію і Париж, а його син Іоанн VIII Палеолог на Флорентійському соборі уклав унію з католицькою церквою.
На розвиток образотворчого мистецтва значний вплив мала світська література: любовні романи, історичні твори та твори особливого жанру — екфрасиса (літературних описів творів образотворчого мистецтва та архітектури).
Прикладом монументального розпису доби Палеологівського відродження є фрески в монастирі Мілешева Сербії.
Визначним представником епохи Палеологівського відродження є майстер Феофан Грек, який працював у Константинополі, Халкідоні (передмістя Константинополя), генуезьких Галаті та Кафе (нині Феодосія в Криму), у Великому Новгороді та Москві. За Феофаном на Русь прибували й інші візантійські майстри. На запрошення митрополита Феогноста візантійські художники працювали в Архангельському та Успенському соборах Московського Кремля. У 1345 грек Гоїтан розписав фресками церкву Спаса на Бору у Кремлі.
У 1453 розвиток мистецтва Візантії перервано вторгненням турків. Візантійська імперія, проіснувавши понад тисячу років, пала. Константинополь було зруйновано. Проте значення Палеологівського Ренесансу не обмежується історією Візантії. Константинопольські майстри справили значний вплив на мистецтво християнського Заходу та Сходу. Під безпосереднім впливом творів майстрів Сербії та італо-критської школи створювалися передумови мистецтва Італійського Відродження другої половини XV - початку XVI ст. Вирішальне значення мала діяльність візантійських художників у Венеції, Равенні. «У самій Візантії блискуче мистецтво періоду Палеологівського Ренесансу не призвело до суттєвих змін, його розвиток був еволюційним. Тому правильніше вважати цей період, зберігаючи традиційну назву, не Ренесансом у повному розумінні цього слова, а передродженням, або проторенесансом. Передумови справжнього Відродження, змін світогляду та методів художньої творчості з'явилися лише в Італії в середині XV ст.».

## Галерея

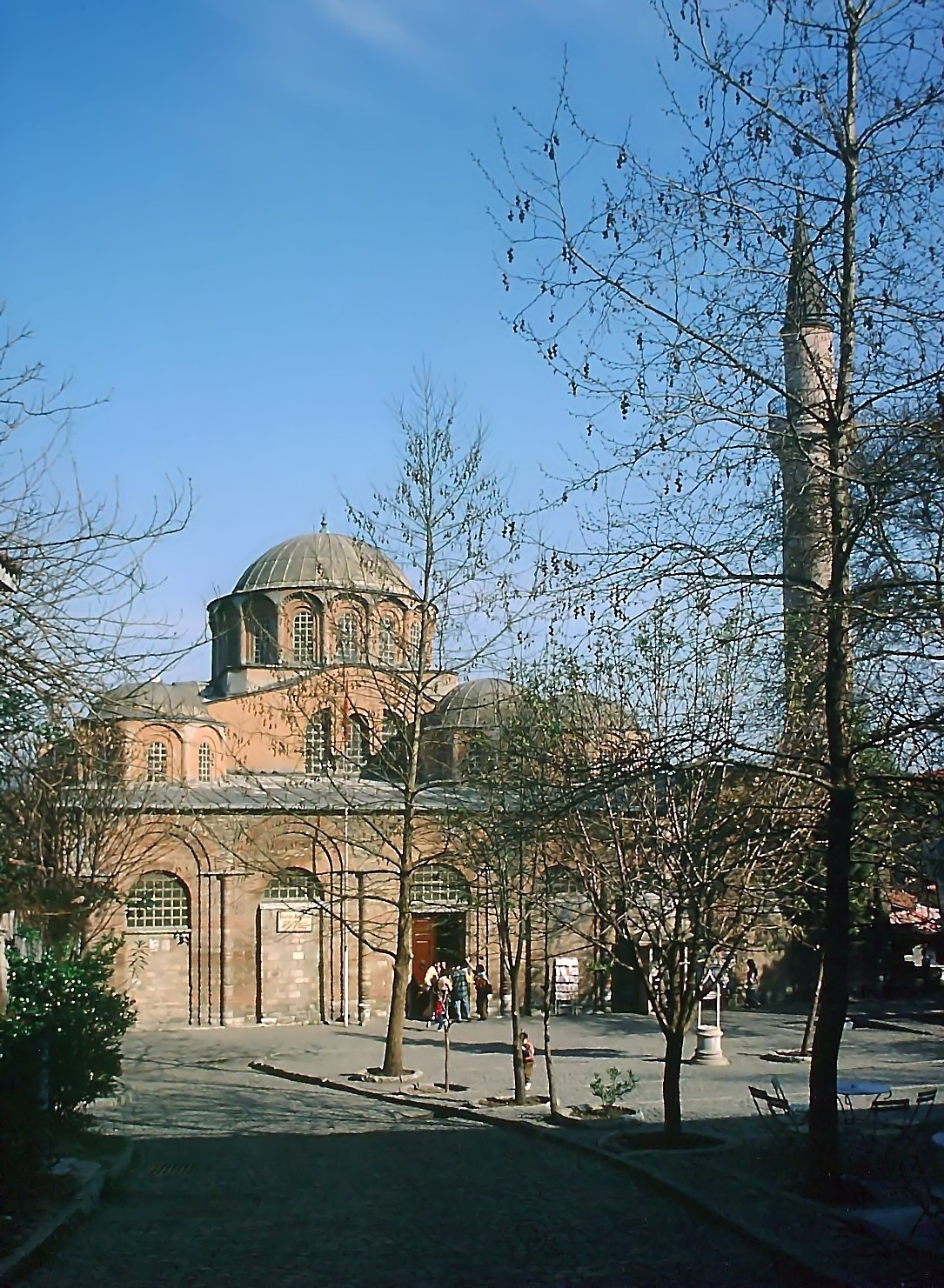
Церковь Спаса монастиря Хора. Константинополь. 1303-1321
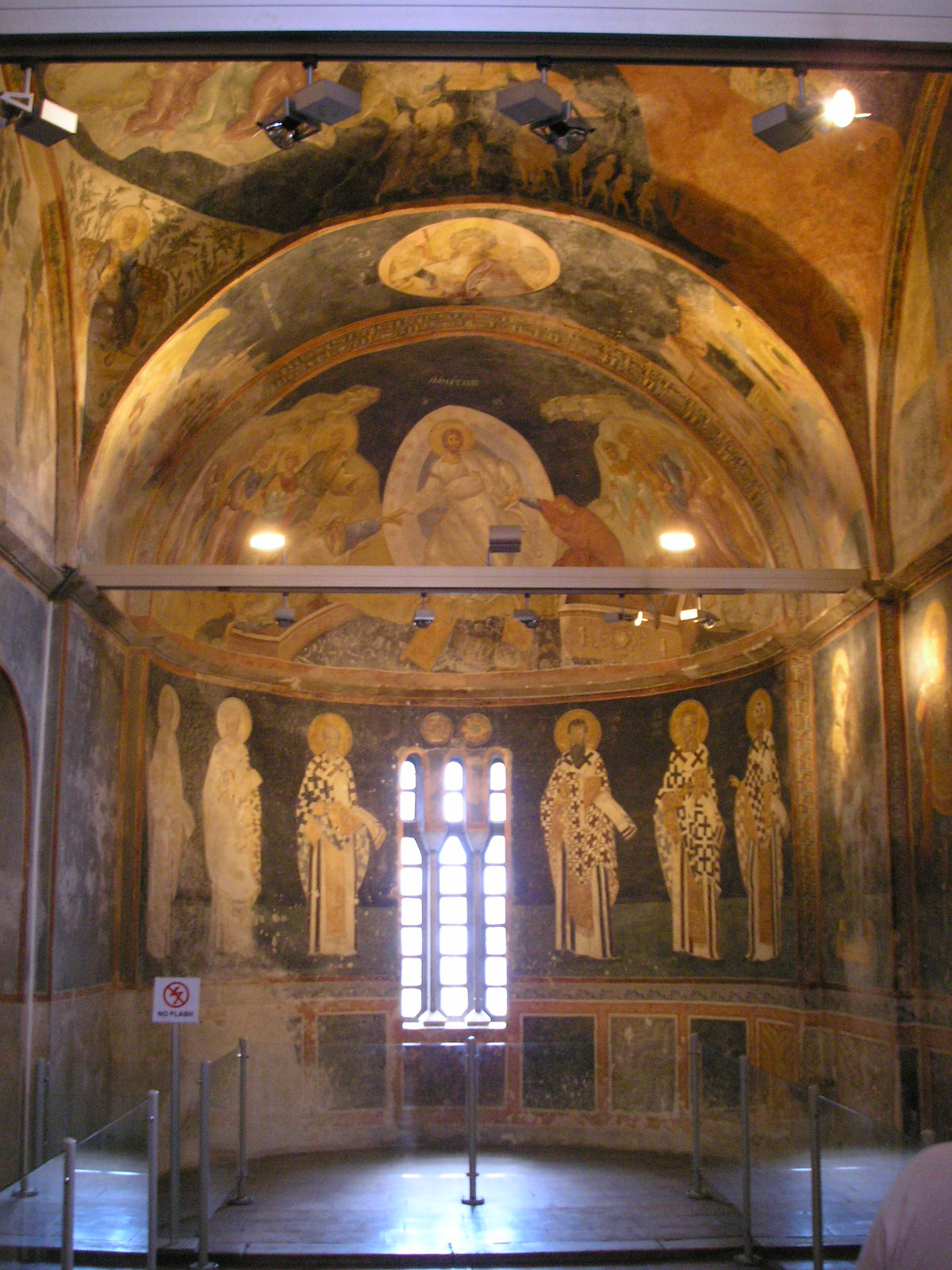
Вид вівтарного боковий вівтар церкви Хора
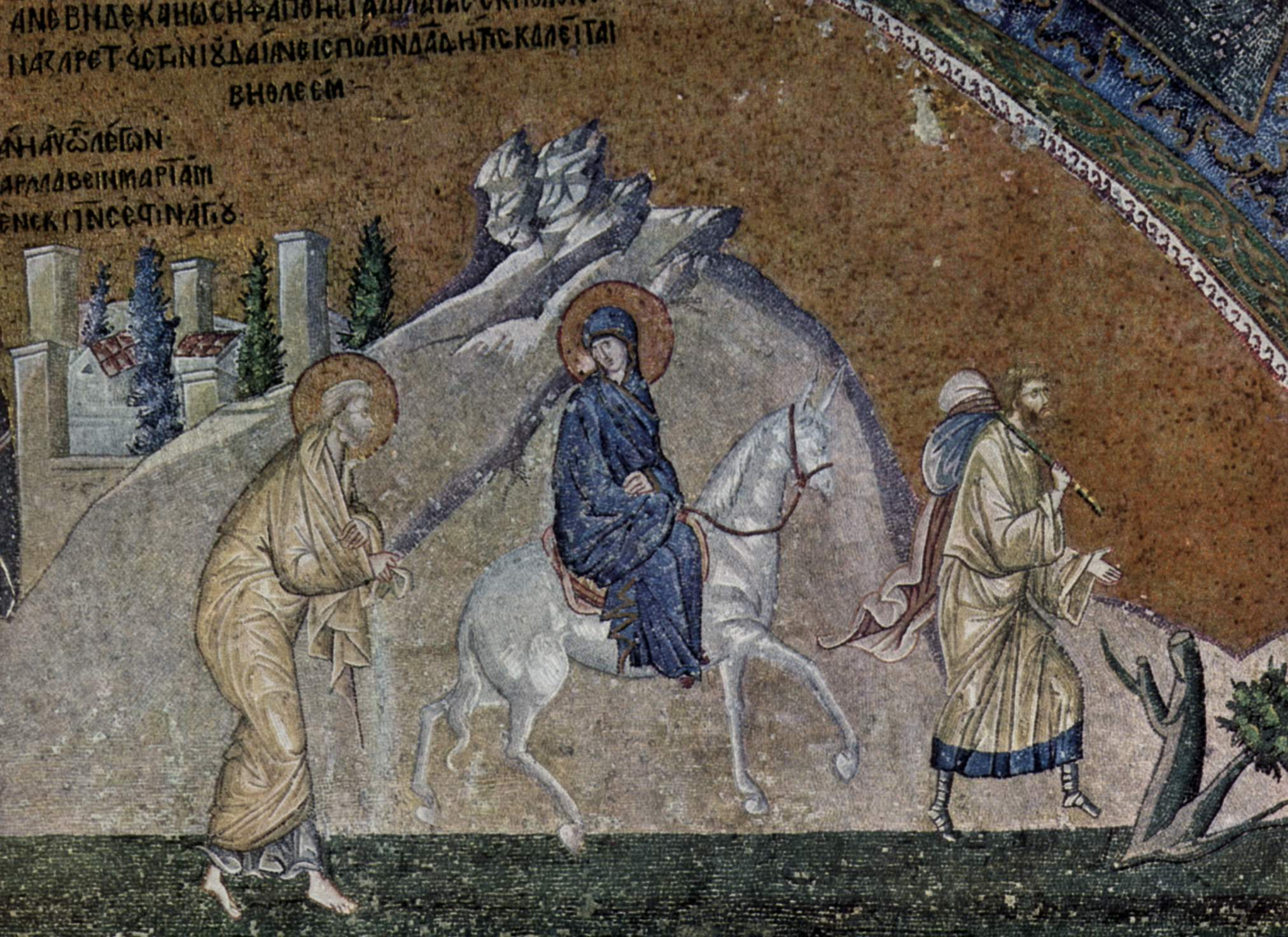
Подорож до Віфлеєму. Мозаїка церкви Спаса монастиря Хора. 1315-1320
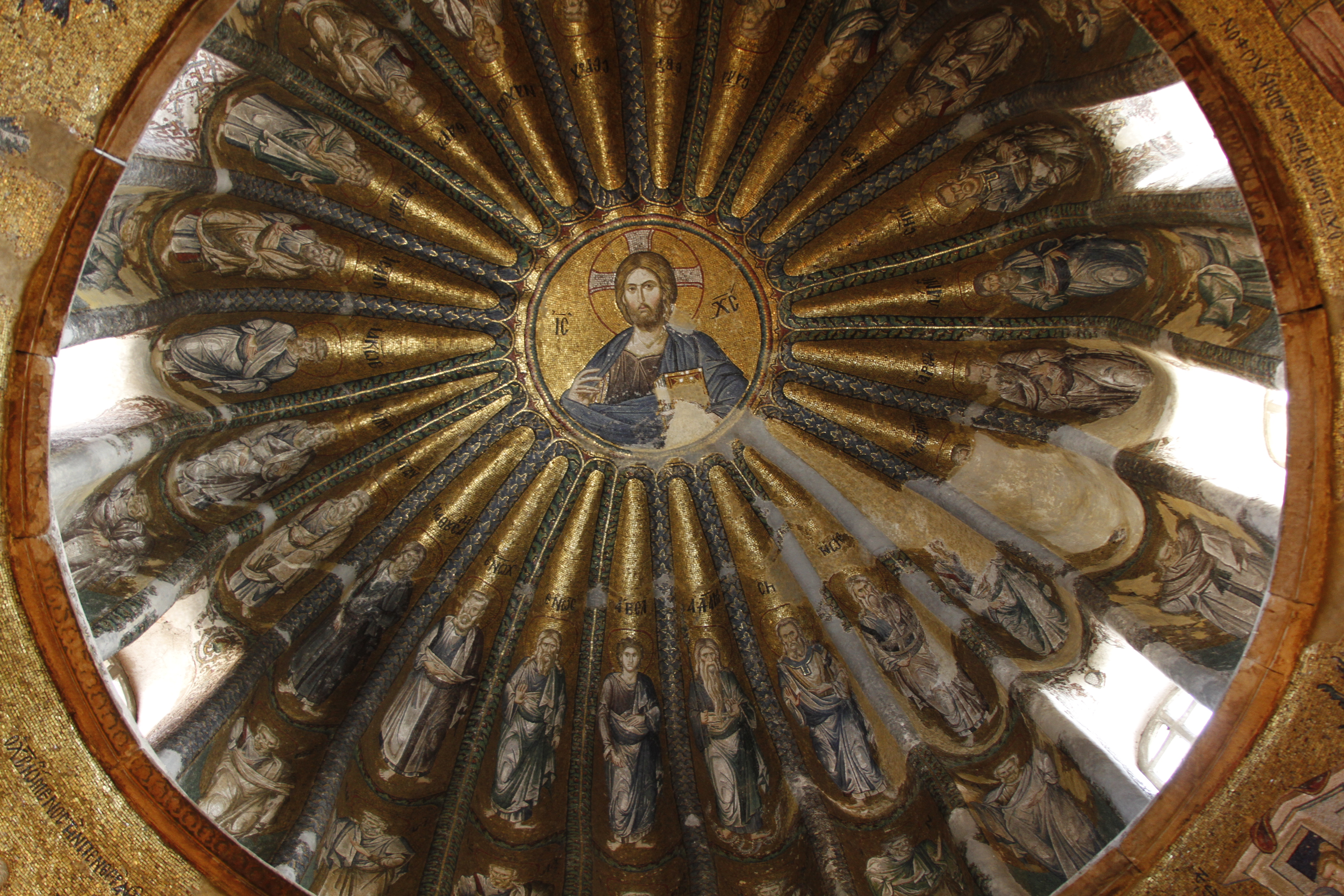
Мозаїка купола південного боковий вівтар церкви Хора
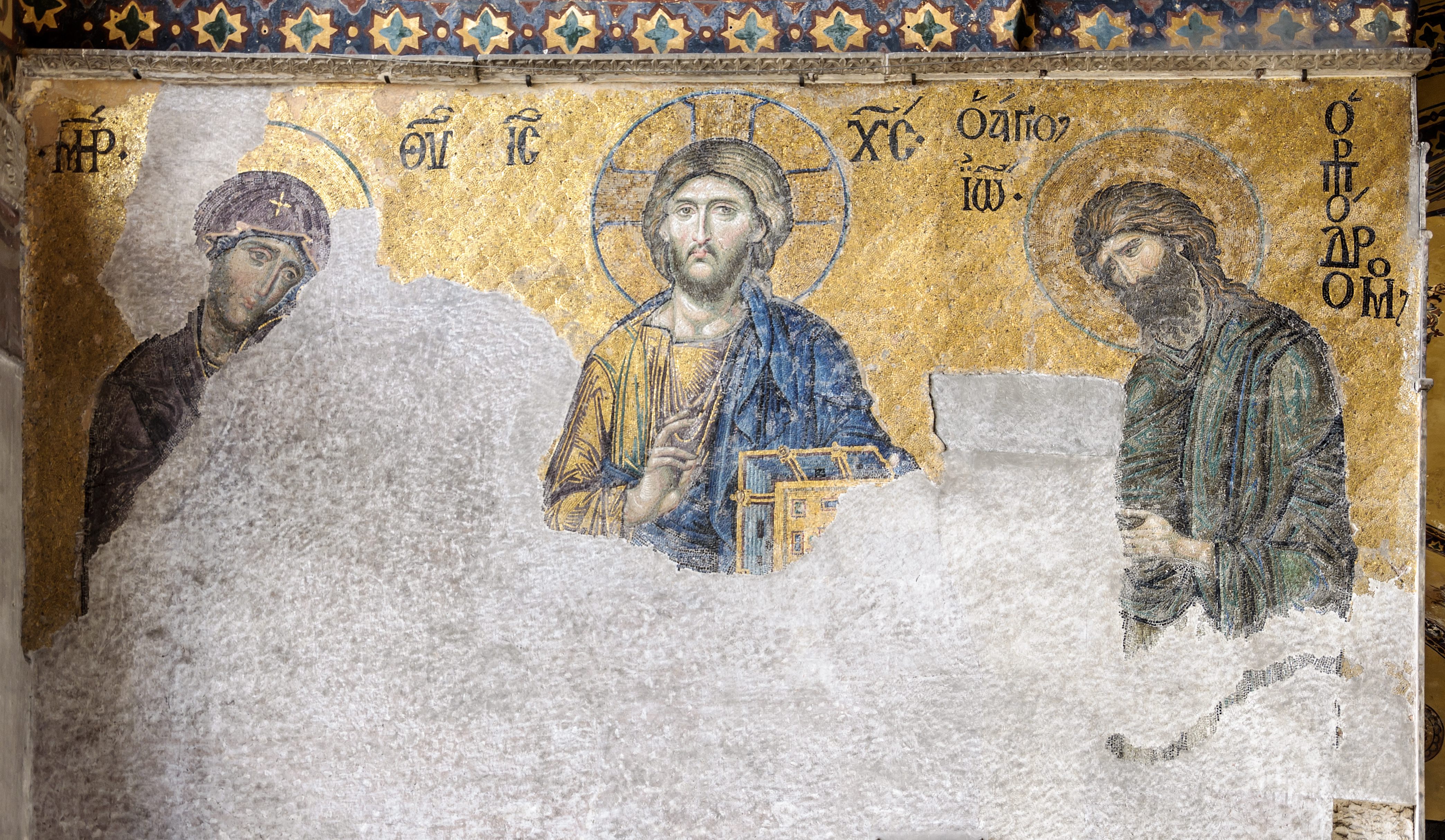
Деісус. Мозаїка південної галереї храму Святої Софії у Константинополі. 1261
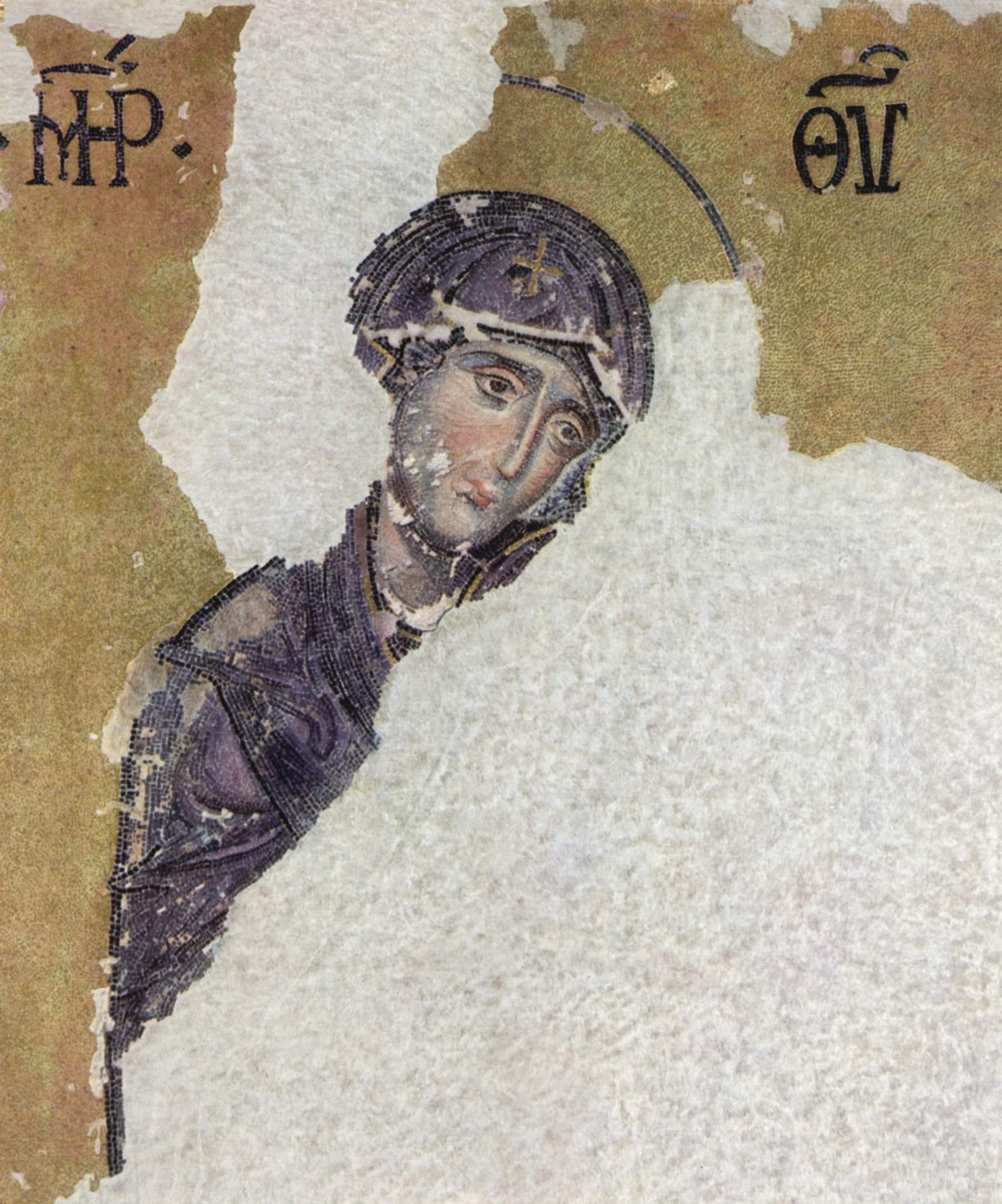
Деісус. Богоматір
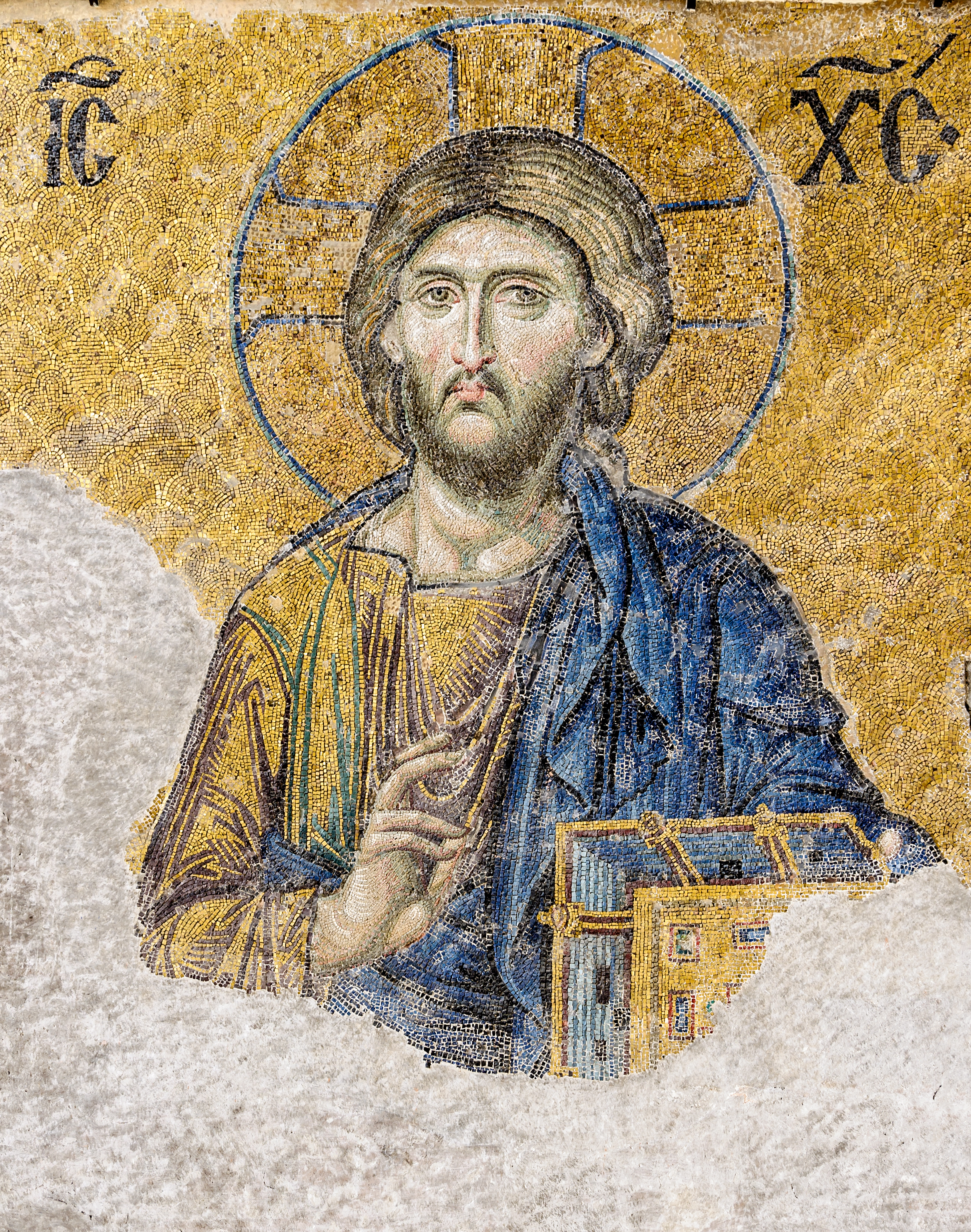
Деісус. Спаситель
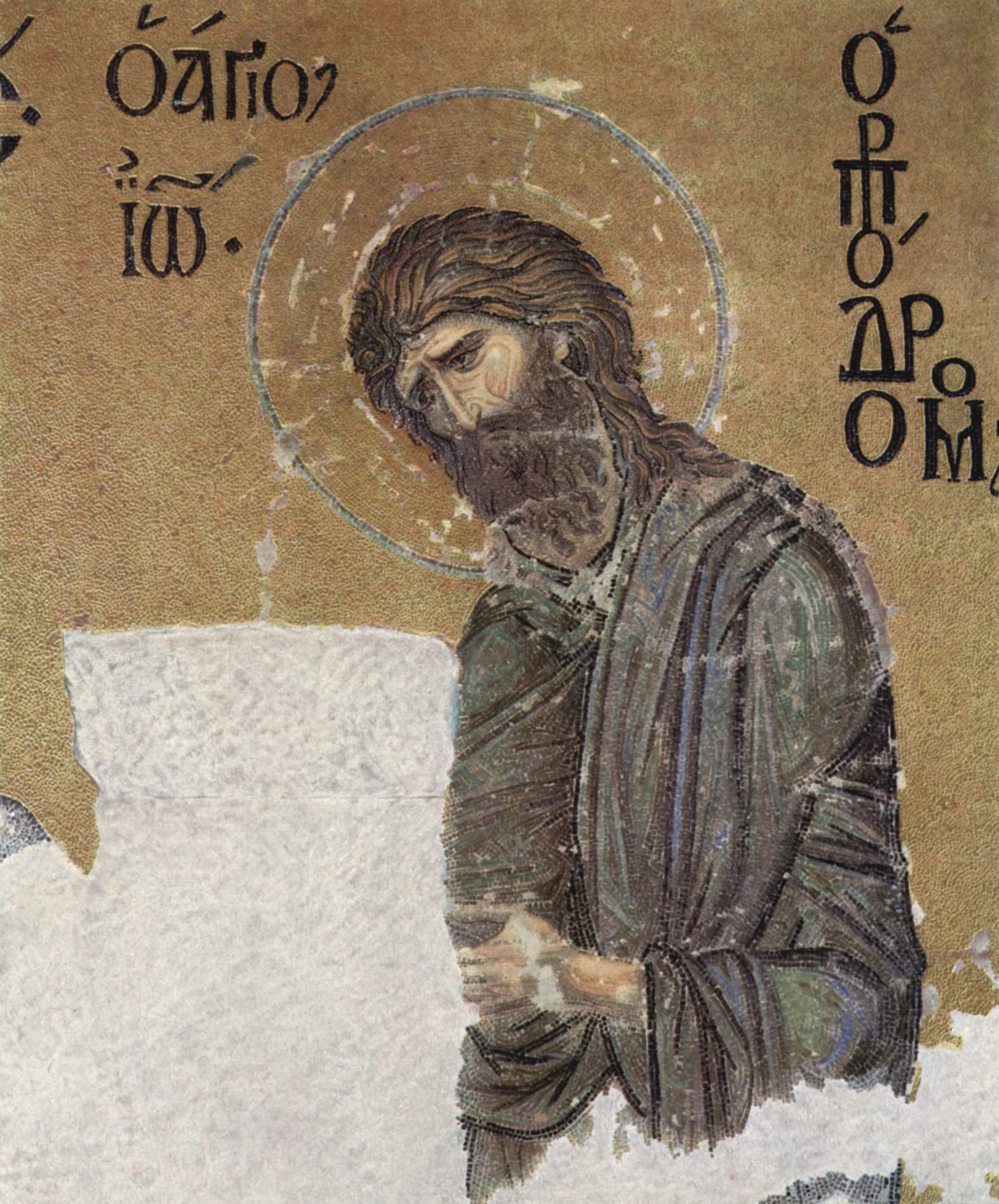
Деісус. Іоанн Креститель
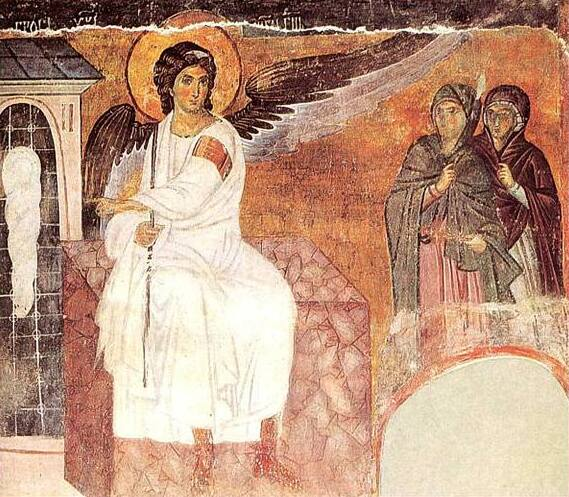
Дружини-мироносиці. Фреска. Монастир Мілешева. Бл. 1235
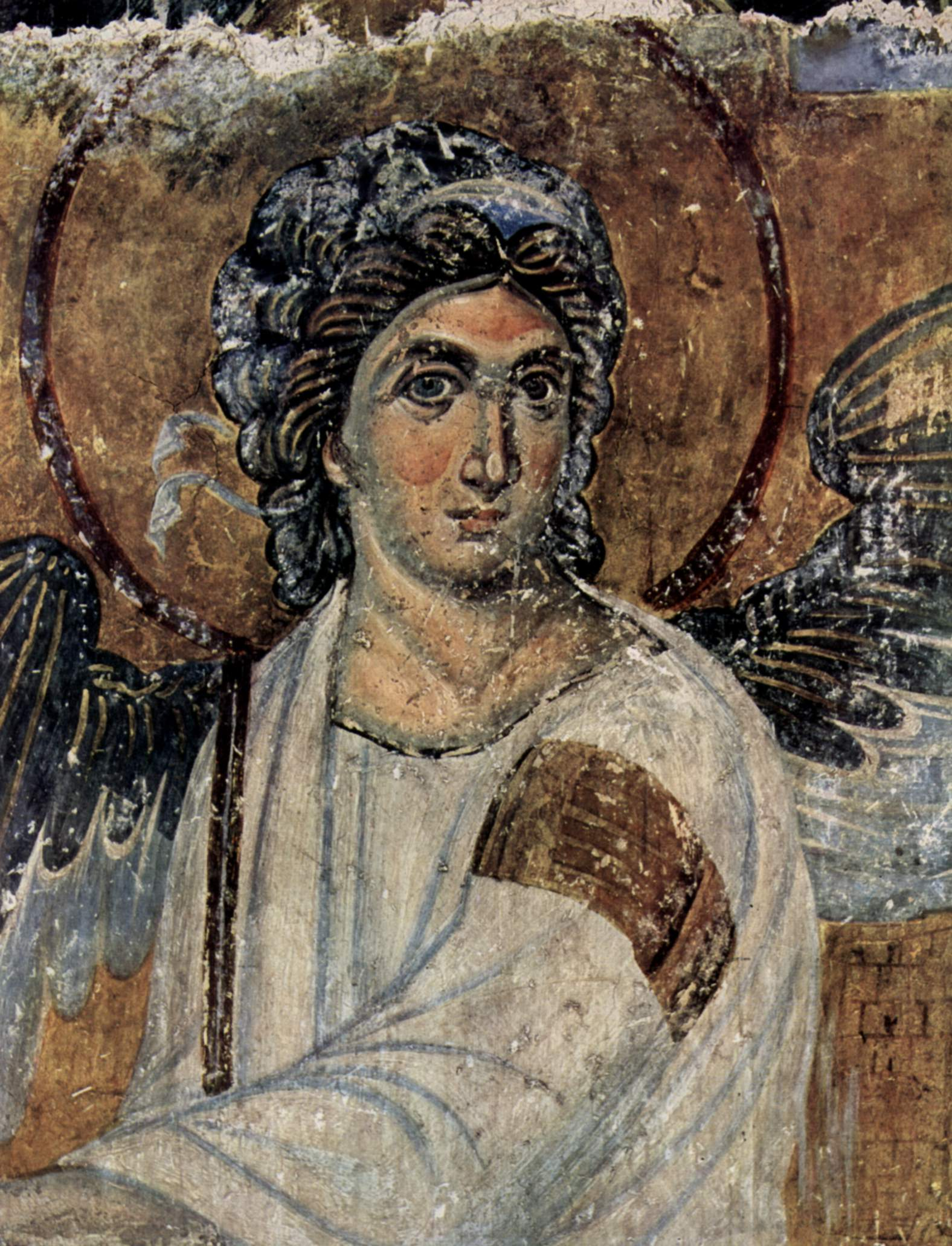
Білий янгол. Деталь розпису "Дружини-мироносиці"